# Maxomys dollmani
Maxomys dollmani és una espècie de mamífer rosegador de la família dels múrids. És endèmic de Sulawesi (Indonèsia), on viu a altituds d'entre 1.500 i 1.829 msnm. Es tracta d'un animal arborícola. El seu hàbitat natural són els boscos primaris montans perennifolis. Probablement està amenaçat per la destrucció del seu medi a conseqüència de l'expansió dels camps de conreu. L'espècie fou anomenada en honor del mastòleg britànic John Guy Dollman.